# 西班牙岬角的秘密
《西班牙岬角的秘密》（英語：The Spanish Cape Mystery）是推理作家艾勒里·昆恩的第九品作品，於1935年出版，並於同年改編成電影。

## 故事簡介
昆恩與法官友人到西班牙岬角休假，在度假屋救了富豪鄰居的女兒羅莎。羅莎指禁錮者原本想活花花公子馬可，卻意外捉走了她的舅父，而馬可則已經死於富豪的大宅內。昆恩協助調查，發現馬可原來是一個無賴，靠勾引有夫之婦後加以勒索維生，馬可到富豪家中作客只是為了繼續勒索。雖然每名被勒索者都有謀殺馬可的動機，但真正的兇手卻與失蹤的舅父有關。